# Jacobo Varela
Jacobo Adrián Varela Berro (Montevideo, 4 de febrero de 1841 — Montevideo, 22 de marzo de 1900) fue un educador y político uruguayo.

## Biografía
Fue hijo de Jacobo Dionisio Varela y Benita Gumersinda Berro y Larrañaga. Hermano de José Pedro Varela, continuó e implementó la Reforma Educativa de éste luego de su fallecimiento. Casado con Elisa Vásquez Acevedo. 
El 5 de enero de 1880 fue designado en el cargo de inspector general de Instrucción Pública cargo que desempeñaría hasta octubre de 1882 y nuevamente desde mediados de 1883 hasta que en 1889 fuera designado ministro de Hacienda durante el gobierno de Máximo Tajes. 
Entre el 10 de abril y 8 de mayo de 1882 participó del primer Congreso Pedagógico instalado en América del Sur, el cual sesionó en Buenos Aires. Además de Varela, los representantes uruguayos fueron Carlos María Ramírez, Carlos María de Pena, Alfredo Vásquez Acevedo y Francisco Berra.
Entre otros aportes a la reforma, Jacobo Varela diseñó un banco mesa escolar, que lleva su nombre para mejorar la postura de los alumnos en las aulas.

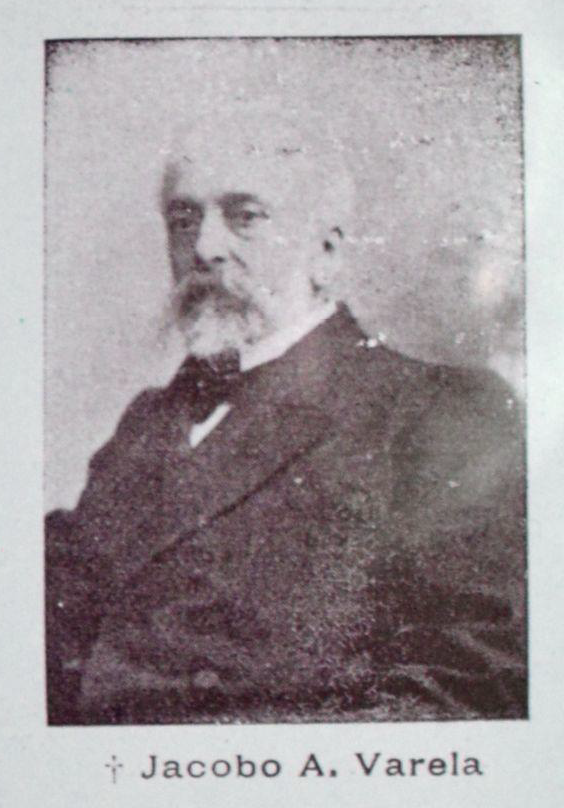
Un anciano Varela.

También introdujo la Gimnasia en las escuelas de segundo y tercer grado. Contó con la colaboración de hombres de la talla de Orestes Araujo.